# Amphicoma fruhstorferi
Amphicoma fruhstorferi är en skalbaggsart som beskrevs av S. Endrödi 1952. Amphicoma fruhstorferi ingår i släktet Amphicoma och familjen Glaphyridae. Inga underarter finns listade i Catalogue of Life.